# Infrastruttura

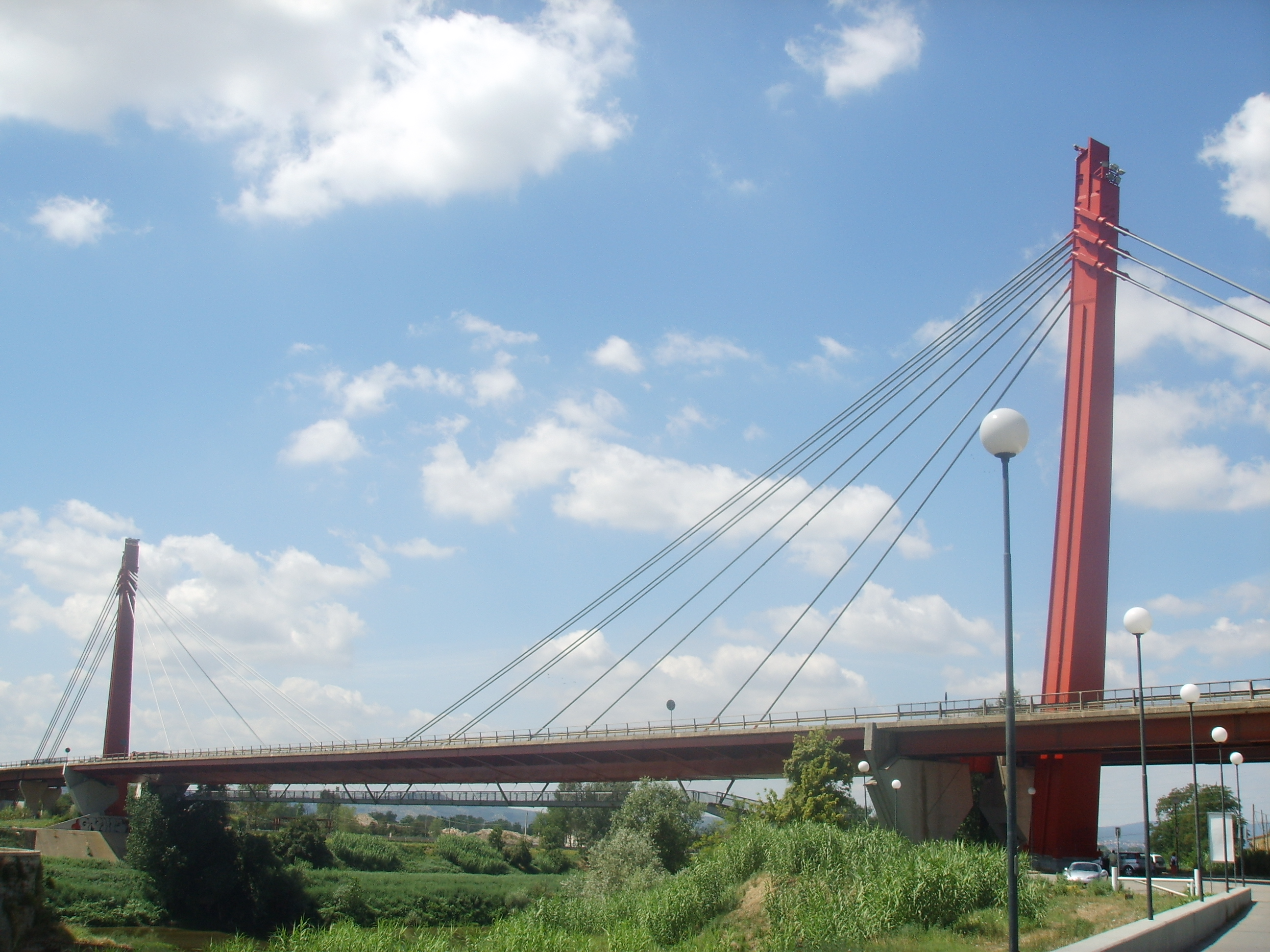
Il viadotto del Ponte all'Indiano presso Firenze

Una infrastruttura è uno o la serie di elementi o di dispositivi organizzati che compongono, collegano ed intermediano i rapporti tra i vari componenti di una struttura.

## Utilizzo del termine
Il termine può essere considerato un po' astratto poiché è facile considerare ogni oggetto, anche di uso comune, come facente parte di una infrastruttura più ampia; viene però comunemente utilizzato in alcuni campi specifici.
Ad esempio, si parla di infrastrutture critiche, riferendosi alla sicurezza dello Stato, raggruppando sotto questa voce elementi tra loro disgiunti come le funzionalità del Ministero della Difesa o delle Banche, facenti però parte di un insieme dove la caduta di un singolo elemento rischia di trascinare tutto il resto del sistema.

### Economia
In economia, con "infrastruttura" si definisce la rete di beni e servizi che, pur non operando direttamente sul sistema produttivo, è fondamentale per lo sviluppo socio-economico del Paese mediando i rapporti tra le parti. È frequente in economia l'uso del sinonimo "capitale fisso sociale". Trasporti, energia e telecomunicazioni delineano i servizi primari, ovvero quella serie di infrastrutture che devono presentare un'elevata accessibilità a basso costo per consentire al Paese di crescere. 
Alle infrastrutture prettamente economiche si aggiungono le infrastrutture di base, che permettono allo Stato di espletare le sue funzioni, e le infrastrutture sociali, atte a garantire i servizi fondamentali al cittadino. Interessante notare come anche queste ultime contribuiscano allo sviluppo economico, ingenerando un aumento di consapevolezza e spirito imprenditoriale nei cittadini stessi. Generalmente, gli alti costi di realizzazione, dovuti alla necessità di implementare e gestire contemporaneamente e frequentemente un alto numero di strutture, uniti all'esigenza di assicurare un'accessibilità a basso costo e non discriminante, rendono praticamente necessaria una gestione statale o quanto meno regolamentata.

### Ingegneria
In ingegneria, si definisce infrastruttura l'elemento o l'insieme dei componenti che struttura un territorio secondo le necessità umane. A seconda della sua dislocazione sul territorio troviamo infrastrutture a rete e infrastrutture puntuali. Le prime compongono una rete di impianti e servizi interconnessi tra loro da specifici punti nodali. Per sua natura, questo tipo di infrastrutture necessita di raggiungere vaste zone di territorio o comunque un grande numero di cittadini per essere efficiente. Tra di queste troviamo le reti dei trasporti, sia di energia che di mezzi e persone, composte da strade, ferrovie, aeroporti, canali, gasdotti, oleodotti ecc. 
Troviamo poi le reti di telecomunicazione (rete telefonica, emittente televisiva, emittente radiofonica ma anche la rete informatica nel suo complesso), vitali (acquedotti), di scarico (fognature) e di difesa del suolo (impianti di smaltimento rifiuti, così come le reti di prevenzione dal rischio idro-geologico). Il secondo tipo invece ha valore in quanto tale. Ne sono un esempio ospedali, scuole ma anche l'insieme delle infrastrutture di base composto da carceri, stazioni di polizia e dell'esercito, tribunali etc.

### Considerazioni
Si può evincere che una caratteristica delle infrastrutture suindicate è il fatto di essere composte da elementi definibili come fissi ma che, adeguatamente connessi, riescono ad evadere un compito specifico non realizzabile altrimenti.
Spesso il termine viene anche usato per indicare una connettività meno palpabile tra elementi in cui il comportamento di uno di essi può influenzare quello dell'altro.